# Edgar Dutka
Edgar Dutka (* 21. května 1941 Vídeňské Nové Město) je český vysokoškolský učitel, scenárista, režisér a spisovatel, který se stal v roce 2005 za román Slečno, ras přichází (2004) nositelem Státní ceny za literaturu.

## Život
Edgar Dutka vyrůstal od sedmi do devíti let společně se svojí o pět let starší sestrou v dětském domově, protože jejich matka byla v období někdejšího československého komunistického režimu na šest let uvězněna za tzv. protistátní činnost. U Břeclavi byla spojkou převaděčů přes státní hranici.Z vězení matka se spoluvězeňkyní uprchla, přešla hranici a odjela do Austrálie. Se synem se setkala až po 20 letech v roce 1968. Dutka až do maturity vyrůstal v pěstounské rodině u sestřenice své matky. Po dvou letech na Vysoké škole chemické v Pardubicích ze studií zběhl. Po vojně dělal jeden rok číšníka, později odešel do Prahy, kde vystudoval FAMU.

## Dílo
Je autorem scénářů divadelních her, českých televizních animovaných seriálů, mezi které náleží Béďa rošťák či Já Baryk.

### Publikace (výběr)
- U útulku 5 (2003)  - autobiografická próza z dětského domova
- Slečno, ras přichází (2004) - román
- Záliv Osamění & zapomenuté australské povídky (2007)
- Matka vzala roha (2016) - soubor povídek, pokračování autobiografie

### Rozhlasové hry
- 1980 Dobře rozšlápnuté boty, účinkují: Václav Postránecký, Jan Hartl, Jaroslava Pokorná, Daniela Kolářová, Jaroslava Obermaierová, Vítězslav Jandák, Lenka Kořínková, Čestmír Řanda, Michal Pavlata, Ladislav Kazda[9] a Helena Friedrichová, režie: Jiří Horčička, dramaturgie: Jaroslava Strejčková, hudba: Josef Pech[10]

- 2007 Tátovy narozeniny, Tragický příběh rodiny rozdělené režimem. Připravil: Jiří Vondráček, režie: Aleš Vrzák, čte: Kryštof Hádek, Český rozhlas.[11]
- 2007 Muž, který poslední mluvil s dr. Miladou Horákovou, čte: Svatopluk Skopal, režie: Ivan Chrz[12]
- 2017 Máš-li štígro, nejsi sám. Dobrodružný příběh pro odložené hračky. Hudba Kryštof Marek. Dramaturgie Zuzana Vojtíšková. Režie Petr Vodička. Účinkují: Václav Rašilov, Lucie Pernetová, Marek Němec, Vanda Hybnerová, Ota Jirák, Jiří Dvořák, Luboš Veselý, Andrea Elsnerová, Ondřej Bauer, Štěpán Benoni, Daniel Šváb, Zbigniew Kalina a Jiří Kniha.[13]
- 2017 Bronte Café, účinkují: Luboš Veselý, Jitka Sedláčková, Jiří Suchý, Karel Weinlich, Nikola Heinzlová, Petr Mančal, režie: Petr Mančal, Český rozhlas.[14]

### Odborné práce z oboru (FAMU)
- Scenáristika animovaného filmu; Minimum z historie české animace. 3. vyd. V Praze: Akademie múzických umění, 2012. 137 S. (Pozn. 2. vyd. 2006)
- Minimum z dějin světové animace. 2. vyd. V Praze: Akademie múzických umění, 2012. 151 S. (Pozn. 1. vyd. 2004)